# Кожевникова, Евгения Георгиевна
Евгения Георгиевна Кожевникова (род. 5 марта 1981, Куйбышев, СССР) — российская профессиональная баскетболистка, игравшая на позиции форварда. Мастер спорта международного класса.

## Карьера
Воспитанница самарского баскетбола. В 2004 году в составе клуба «Политех-СамГТУ» побеждала в Высшей лиге. Через год, после неудачных выступлений в Суперлиге, волжский коллектив был расформирован, а Кожевникову пригласили в выступающее в Премьер-Лиге московское «Динамо». Вместе с ней баскетболистка в 2007 году побеждала в Кубке Европы. За бело-голубых Кожевникова выступала вместе с такими известными игроками, как Дайана Таурази, Сью Бёрд, Татьяна Щеголева, Наталья Водопьянова и Оксана Рахматулина.
В Премьер-Лиге также выступала за «Москва» и «Надежду», затем провела два сезона в Суперлиге в ивановской «Энергии». Завершала свою карьеру в родной Самаре в воссозданной команде «Политех СамГТУ».

## Достижения
- Обладатель Кубка Европы (1): 2006/07.
- Серебряный призер Суперлиги (2): 2009/2010, 2014/2015.
- Чемпион Высшей лиги (1): 2003/2004.
- Серебряный призер Высшей лиги (2): 2002/2003, 2012/2013.